# Lortis
Lortis (engelska: Pig-Pen) är en fiktiv figur i serien Snobben. Han är nästan alltid smutsig och har ett moln av damm runt sig. Han brukar dock hävda att hans tanke och samvete är rena.

## Beskrivning
Lortis kännetecken är hans ständigt nedlortade snickarbyxor och det moln av smuts som följer honom vart han än går. Lortis tycks inte kunna bli av med sin smuts och beskrivs i en tidig seriestripp som den enda person som kan bli smutsig när han befinner sig i en snöstorm. En gång var dock Lortis ren, då han försökte ställa sig in hos Viola. Vid ett annat tillfälle rengjorde Lortis sin ena sida och visade upp denna för Peppiga Pia; hon trodde då att han var helt och hållet ren.